# Micropodacanthus
Micropodacanthus is een geslacht van Phasmatodea uit de familie Phasmatidae. De wetenschappelijke naam van dit geslacht is voor het eerst geldig gepubliceerd in 2007 door Brock & Hasenpusch.

## Soorten
Het geslacht Micropodacanthus omvat de volgende soorten:
- Micropodacanthus mouldsi Brock & Hasenpusch, 2007
- Micropodacanthus sztrakai Brock & Hasenpusch, 2007